# 迪韋德鎮區 (內布拉斯加州費爾普斯縣)
迪韋德鎮區（英語：Divide Township）是位於美國內布拉斯加州費爾普斯縣的一個行政鎮區。

## 地方資料
迪韋德鎮區的面積為102.04平方千米，皆為陸地。根據2020年美國人口普查的數據，當地共有人口344人，而人口密度為每平方千米3.37人。